# Alicia Fox
Victoria Crawford, meglio conosciuta con il ring name Alicia Fox (Ponte Vedra Beach, 30 giugno 1986), è una wrestler e modella statunitense, nota per i suoi trascorsi nella WWE tra il 2008 e il 2023.Attualmente è sotto contratto con la Total Nonstop Action Wrestling
Ha detenuto una volta il Divas Championship e una volta il 24/7 Championship.

## Carriera

### Gli inizi (2006–2008)
La Crawford firmò un contratto di sviluppo con la World Wrestling Entertainment e venne in seguito assegnata alla federazione satellite dell'Ohio Valley Wrestling. Debuttò, con il vero nome Victoria Crawford, il 1º luglio 2006 come arbitro speciale in un match tra Shelly Martinez e ODB. Non salì più sul ring fino al 6 settembre, quando fece il suo debutto da lottatrice, sotto il nome di Tori, in una Battle Royal femminile, e venne eliminata da ODB. Il 20 ottobre o 20 novembre, conquistò l'OVW Women's Championship in un houseshow, ma il cambio di titolo non venne ufficialmente riconosciuto ed il giorno successivo venne riconsegnato alla campionessa precedente Beth Phoenix. Nella primavera del 2007 partecipò alla prima edizione del contest "Miss OVW", vinto da ODB: durante la competizione la Crawford aiutò ODB nell'ottenere la vittoria. Nell'estate dello stesso anno partecipò al "DivaLympics", che durò tutta la stagione. Continuò ad apparire nella OVW fino al 21 febbraio 2008, quando la WWE ruppe i rapporti con la federazione. Victoria debuttò il 7 settembre 2007 nella Florida Championship Wrestling, altra federazione-satellite della WWE, partecipando ad un best body contest. Il suo esordio sul ring in questa federazione giunse il 25 settembre in un match vinto in coppia con Nattie Neidhart contro Nicole e Brianna Bella. Nella FCW combatté spesso contro le gemelle Bella in coppia con la Neidhart.

### World Wrestling Entertainment (2008–2019)

#### Smackdown(2008)
La Crawford debuttò in WWE nell'edizione di SmackDown! del 13 giugno 2008 in un segmento nel backstage, come heel, nel quale la General Manager Vickie Guerrero la presentò come Alicia Fox, la wedding planner del suo matrimonio con Edge. Durante il matrimonio (kayfabe) tra Vickie ed Edge, avvenuto il 18 luglio, Triple H, in quel periodo in feud con Edge, mostrò un video, ripreso con una telecamera nascosta, nel quale Edge baciava Alicia il giorno prima delle nozze. La Fox intervenne a The Great American Bash nel match, valevole per il WWE Championship, tra Triple H ed Edge per aiutare quest'ultimo, ma venne fermata da Vickie Guerrero. Al termine di questa storyline tornò nella FCW.

#### ECW e manager di DJ Gabriel (2008-2009)
Dopo tre mesi di lontananza dagli show televisivi dell WWE, Alicia Fox fece la sua apparizione in ECW il 18 novembre come manager del wrestler DJ Gabriel, turnando face.. Alicia ha lottato per la prima volta in uno show WWE nella puntata di ECW on Sci-fi del 5 gennaio 2009, perdendo contro Katie Lea Burchill. Nella puntata di ECW on Sci-fi del 12 gennaio, Alicia Fox e DJ Gabriel hanno sconfitto la coppia formata da Paul Burchill e Katie Lea Burchill. Nella puntata di ECW on Sci-fi del 2 marzo, Alicia è stata sconfitta da Natalya. Nella puntata di Raw del 30 marzo Alicia Fox, Brie Bella, Eve Torres, Gail Kim, Kelly Kelly, Maria, Melina, Mickie James e Tiffany hanno sconfitto Beth Phoenix, Jillian Hall, Katie Lea, Layla, Maryse, Michelle McCool, Natalya, Nikki Bella e Rosa Mendes. Il 5 aprile, a WrestleMania XXV, Alicia ha preso parte a una Miss WrestleMania Battle Royal match, ma è stata eliminata.

#### Smackdown e alleanza con Michelle McCool (2009)
Alicia durante il Supplemental Draft passa a Smackdown. Nella puntata di Superstars del 30 aprime, Alicia debutta in coppia con Michelle McCool battendo Maria e Gail Kim, passando tra le file delle heel. Nella puntata di Smackdown del 15 maggio, Alicia e Michelle sono state sconfitte da Gail Kim e Melina; con quest'ultima inizia poi una faida culminata dall'alleanza di Alicia con la McCool. Nella puntata di Smackdown del 29 maggio, Alicia è stata sconfitta da Melina. Nella puntata di Smackdown del 5 giugno Alicia, Michelle McCool e Layla hanno sconfitto Melina, Eve Torres e Gail Kim. Nella puntata di Smackdown del 19 giugno, Alicia è stata nuovamente sconfitta da Melina. Nella puntata di Smackdown del 26 giugno, Alicia e Michelle hanno sconfitto Gail Kim e Melina. Il 28 giugno, a The Bash, Alicia Fox ha aiutato Michelle McCool a vincere il WWE Women's Championship, distraendo Melina.

#### Raw e opportunità titolate (2009-2010)
Alicia Fox viene spostata da Smackdown a Raw nell'edizione di Raw dopo The Bash. Nella puntata di Raw del 29 giugno, avviene il suo debutto, dove in coppia con Maryse sono state sconfitte da Mickie James e Gail Kim. Nella puntata di Raw del 13 luglio Alicia, Maryse e Rosa Mendes hanno sconfitto Gail Kim, Kelly Kelly e Mickie James. Nella puntata di Raw del 20 luglio, Alicia e Rosa Mendes hanno sconfitto Gail Kim e Kelly Kelly. Nella puntata di Raw del 27 luglio Alicia, Rosa Mendes e Beth Phoenix sono state sconfitte da Mickie James, Kelly Kelly e Gail Kim. Nella puntata di Raw del 10 agosto, Alicia prende parte ad un Fatal four-way match per determinare la contendente n°1 al WWE Divas Championship detenuto da Mickie James che includeva anche Beth Phoenix, Gail Kim e Kelly Kelly, ma il match è stato vinto dalla Kim. Nella puntata di Raw del 24 agosto Alicia, Rosa Mendes e Beth Phoenix hanno sconfitto Gail Kim, Kelly Kelly e Mickie James. Nella puntata di Raw del 31 agosto, Alicia ha preso parte a una Divas Battle royal match che avrebbe decretato la prima sfidante al WWE Divas Championship detenuto da Mickie James, ma è stata eliminata. Nella puntata di Raw del 14 settembre, Alicia ha sconfitto Gail Kim in un n°1 contender match. Il 4 ottobre, a Hell in a Cell, Alicia fallisce l'assalto al titolo venendo sconfitta da Mickie James. Nella puntata di Raw del 5 ottobre Alicia, Beth Phoenix, Jillian Hall, Layla, Michelle McCool, Natalya e Rosa Mendes sono state sconfitte da Eve Torres, Kelly Kelly, Mickie James, Maria, Melina e le Bella Twins (Brie Bella e Nikki Bella). Nella puntata di Raw del 12 ottobre Alicia, Rosa Mendes e Beth Phoenix sono state sconfitte da Kelly Kelly, Gail Kim e Maria Menounos. Nella puntata di Superstars del 29 ottobre, Alicia ha sconfitto Kelly Kelly. Nella puntata di Raw del 2 novembre, Alicia ha preso parte a una Divas Battle royal match che avrebbe decretato la prima sfidante al WWE Divas Championship detenuto da Melina, vincendo la contesa eliminando per ultima Kelly Kelly. Nella puntata di Raw del 9 novembre, Alicia ha sconfitto Kelly Kelly. Nella puntata di Raw del 16 novembre, Alicia affronta la WWE Divas Championship Melina in un match titolato in un Lumberjill match, ma è stata sconfitta. Il 22 novembre, alle Survivor Series, Alicia Fox fa parte del Team McCool (Alicia, Michelle McCool, Beth Phoenix, Layla e Jillian Hall) sfidando il Team James (Mickie James, Melina, Kelly Kelly, Eve Torres e Gail Kim), ma è stata eliminata da Mickie; alla fine il Team James vince la contesa. Nella puntata di Raw del 14 dicembre Alicia, Beth Phoenix, Layla, Maryse, Michelle McCool, Natalya e Rosa Mendes sono state sconfitte da Kelly Kelly, Melina, Mickie James, Gail Kim, Maria e le Bella Twins. Nella puntata di Raw del 21 dicembre Alicia, Maryse e Jillian Hall sono state sconfitte da Gail Kim, Kelly Kelly e Melina. Nella puntata di Superstars del 31 dicembre, Alicia è stata sconfitta da Melina. Nella puntata di Raw dell'11 gennaio 2010, Alicia Fox ha sconfitto Kelly Kelly nel primo turno per decretare la nuova WWE Divas Champion, titolo che è stato reso vacante da Melina per infortunio. Nella puntata di Raw del 18 gennaio, Alicia e Maryse sono state sconfitte da Eve Torres e Gail Kim. Nella puntata di Raw del 25 gennaio, Alicia è stata sconfitta da Gail Kim nella semifinale del torneo. Nella puntata di Superstars del 4 febbraio, Alicia e Katie Lea hanno sconfitto Eve Torres e Kelly Kelly. Nella puntata di Raw del 1º marzo, Alicia ha preso parte a un 6-Way Pillow Fight match, ma è stato vinto da Eve Torres. Nella puntata di Raw dell'8 marzo Alicia, Maryse e Katie Lea sono state sconfitte da Eve Torres, Gail Kim e Kelly Kelly. Nella puntata di Smackdown del 26 marzo Alicia, Layla, Maryse, Michelle McCool e Vickie Guerrero hanno sconfitto Beth Phoenix in un 5-on-1 Handicap match. Il 28 marzo, a Wrestlemania XXVI Alicia Fox, Michelle McCool, Layla, Vickie Guerrero e Maryse hanno sconfitto Beth Phoenix, Kelly Kelly, Gail Kim, Eve Torres e Mickie James. Nella puntata di Raw del 29 marzo Alicia Fox, Michelle McCool, Layla, Vickie Guerrero e Maryse hanno sconfitto Beth Phoenix, Kelly Kelly, Gail Kim, Eve Torres e Mickie James. Nella puntata di Raw del 5 aprile, Alicia ha preso parte a una Divas Battle royal match che avrebbe decretato la prima sfidante al WWE Divas Championship detenuto da Maryse, ma è stata eliminata. Nella puntata di Raw del 17 maggio, Alicia Fox e Zack Ryder sono stati sconfitti da Gail Kim e Evan Bourne in un Mixed tag team match. Nella puntata di Raw del 24 maggio, Alicia e Maryse hanno sconfitto Eve Torres e Gail Kim. Nella puntata di Raw del 7 giugno, Alicia ha preso parte a una Divas Battle royal match, ma è stata eliminata. Nella puntata di Superstars del 10 giugno, Alicia ha sconfitto Gail Kim. Nella puntata di Raw del 14 giugno, Alicia e Maryse sono state sconfitte da Eve Torres e Gail Kim.

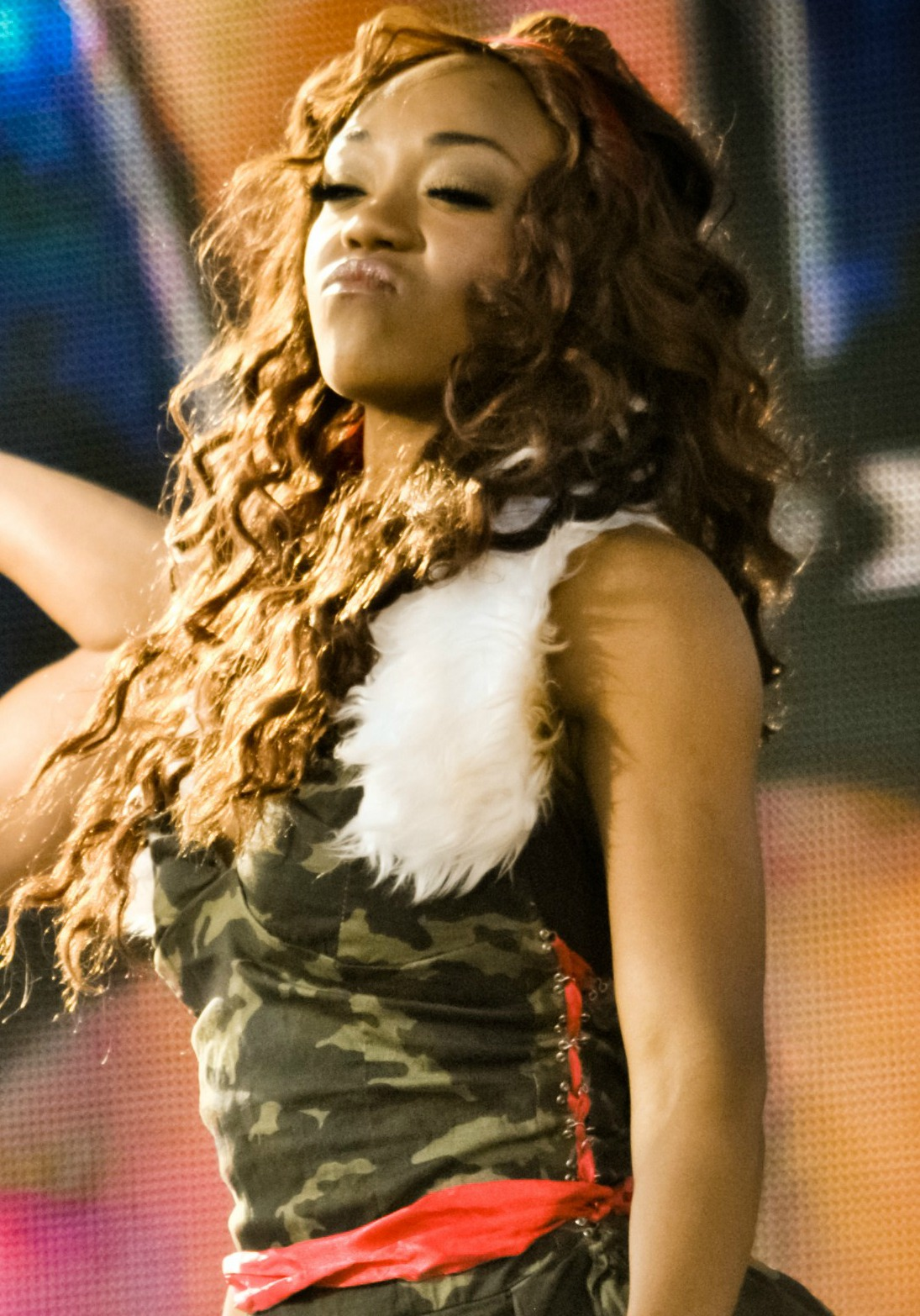
Alicia Fox al Tribute to the Troops nel dicembre del 2010.

#### Divas Champion e Pro di NXT (2010-2011)
Il 20 giugno, a Fatal 4-Way, Alicia Fox diventa per la prima volta WWE Divas Champion sconfiggendo Eve Torres, Gail Kim e Maryse in un Fatal four-way match. Nella puntata di Raw del 21 giugno, Alicia perde un Mixed tag team match insieme a Primo contro Eve Torres e The Great Khali. Nella puntata di Raw del 28 giugno, Alicia e Maryse hanno sconfitto Eve Torres e Gail Kim. Nella puntata di Raw del 5 luglio, Alicia difende il titolo contro Eve Torres, fingendo un infortunio; viene quindi confermato un rematch titolato. Nella puntata di Raw del 12 luglio, Alicia ha sconfitto Gail Kim. Il 18 giugno, a Money in the Bank, Alicia Fox ha difeso con successo il titolo contro Eve Torres. Nella puntata di Raw del 26 luglio, Alicia ha sconfitto Brie Bella. Nella puntata di Raw del 2 agosto Alicia, Jillian Hall e Tamina hanno sconfitto Eve Torres, Gail Kim e Natalya; a fine match, viene attaccata dalla rientrante Melina. Nella puntata di Raw del 9 agosto, Alicia è stata sconfitta da Melina. Il 15 agosto, a SummerSlam, Alicia Fox perde il titolo contro Melina, dopo 56 giorni di regno. Nella puntata di Raw del 16 agosto Alicia, Jillian Hall e Maryse hanno sconfitto Eve Torres, Gail Kim e Melina. Diventa il pro della rookie Maxine della terza stagione di WWE NXT. Nella puntata di Raw del 6 settembre, Alicia viene sconfitta da Melina in un title match, non riconquistando la cintura. Nella puntata di NXT del 7 settembre, Alicia e Maxine sono state sconfitte da Kelly Kelly e la sua rookie Naomi. Nella puntata di Raw del 20 settembre, Alicia ha preso parte a una Divas Battle royal match che avrebbe decretato la prima sfidante al WWE Divas Championship detenuto da Michelle McCool, ma è stata eliminata per ultima da Natalya. Nella puntata di Superstars del 30 settembre, Alicia e Jillian Hall sono state sconfitte dalle Bella Twins (Brie Bella e Nikki Bella). Nella puntata di Raw del 4 ottobre, Alicia è stata sconfitta da Natalya. Nella puntata di NXT del 12 ottobre, Alicia ha sconfitto Naomi. Nella puntata di Superstars del 14 ottobre, Alicia è stata sconfitta da Melina. Nella puntata di Raw del 18 ottobre, Alicia è stata nuovamente sconfitta da Natalya. Nella puntata di Raw del 29 ottobre Alicia, Michelle McCool, Layla e Rosa Mendes sono state sconfitte da Melina, Kelly Kelly e le Bella Twins. Nella puntata di NXT del 2 novembre, Alicia è stata sconfitta da Kelly Kelly. Nella puntata di Superstars del 4 novembre, Alicia è stata sconfitta da Gail Kim. Nella puntata di Raw dell'8 novembre Alicia, Maryse e Tamina sono state sconfitte dalle Bella Twins e Eve Torres. Nella puntata di Superstars del 18 novembre, Alicia e Maryse sono state sconfitte da Melina e Gail Kim. Nella puntata di Raw del 22 novembre, Alicia è stata sconfitta da Natalya. Nella puntata di Raw del 29 novembre Alicia, Maryse e Tamina sono state sconfitte da Gail Kim, Melina e Natalya. Nella puntata di NXT del 30 novembre Alicia, Maxine e Aksana sono state sconfitte da AJ Lee e le Bella Twins. Nella puntata di Superstars del 9 dicembre, Alicia è stata sconfitta da Eve Torres. Nella puntata di Raw del 13 dicembre, Alicia ha preso parte a una Divas Battle royal match che avrebbe decretato la Diva of the Year, ma è stata eliminata da Natalya. Nella puntata di Raw del 20 dicembre, Alicia ha preso parte a un Triple threat match che includeva Melina e Eve Torres, ma è stato vinto da Melina. Il 22 dicembre, a Tribute to the Troops Alicia, Layla, Melina e Michelle McCool sono state sconfitte da Kelly Kelly, Natalya e le Bella Twins. Nella puntata di Raw del 27 dicembre, Alicia e Melina hanno sconfitto Gail Kim e Eve Torres. Nella puntata di Raw del 3 gennaio 2011 Alicia, Melina e Maryse sono state sconfitte da Brie Bella, Eve Torres e Natalya. Nella puntata di Superstars del 13 gennaio, Alicia è stata sconfitta da Gail Kim. Nella puntata di Raw del 24 gennaio Alicia, Maryse e Ted DiBiase hanno sconfitto Daniel Bryan e le Bella Twins. Nella puntata di Superstars del 10 febbraio, Alicia è stata sconfitta da Natalya. Nella puntata di Raw del 28 febbraio, Alicia ha preso parte a una Divas Battle royal match che avrebbe decretato la prima sfidante al WWE Divas Championship detenuto da Eve Torres, ma è stata eliminata. Nella puntata di Superstars del 17 marzo Alicia, Melina e le Bella Twins sono state sconfitte da Eve Torres, Natalya, Gail Kim e Tamina. Nella puntata di Superstars del 28 aprile, Alicia e Melina sono state sconfitte da Gail Kim e Natalya.

#### Alleanza con Kelly Kelly e apparizioni adNXT(2011–2012)
Alicia ritorna a Smackdown nella puntata del 3 maggio, dove viene sconfitta da Layla; dopo il match viene attaccata dalla nuova diva Kharma e rimane infortunata. Nella puntata di Smackdown del 27 maggio, Alicia e Tamina hanno sconfitto AJ Lee e Kaitlyn. Nella puntata di Raw del 13 giugno Alicia, Maryse, Melina, Rosa Mendes, Tamina e le Bella Twins (Brie Bella e Nikki Bella) sono state sconfitte da AJ, Beth Phoenix, Eve Torres, Gail Kim, Kaitlyn, Kelly Kelly e Natalya. Nella puntata di Smackdown del 3 giugno, Alicia e Tamina hanno nuovamente sconfitto AJ e Kaitlyn. Nella puntata di Smackdown del 17 giugno Alicia, Tamina e Rosa Mendes hanno sconfitto AJ Lee, Kaitlyn e Natalya. Nella puntata di Superstars del 23 giugno Alicia, Rosa Mendes e Tamina sono state sconfitte da AJ, Kaitlyn e Natalya. Nella puntata di Superstars del 30 giugno, Alicia ha sconfitto Kaitlyn. Nella puntata di Superstars del 7 luglio, Alicia ha sconfitto Natalya. Nella puntata di Raw del 18 luglio Alicia, Maryse, Melina, Rosa Mendes, Tamina e le Bella Twins sono state sconfitte da AJ, Beth Phoenix, Eve Torres, Gail Kim, Kaitlyn, Kelly Kelly e Natalya. Nella puntata di Superstars del 21 luglio, Alicia ha sconfitto nuovamente Natalya. Nella puntata di Smackdown del 29 luglio Alicia, Tamina e Rosa Mendes hanno sconfitto AJ Lee, Kaitlyn e Natalya. Nella puntata di Raw del 1º agosto, Alicia ha preso parte a una Divas Battle royal match che avrebbe decretato la prima sfidante al WWE Divas Championship detenuto da Kelly Kelly, ma è stata eliminata da Eve Torres. Nella puntata di Superstars del 4 agosto, Alicia ha sconfitto Kaitlyn. Nella puntata di Superstars dell'11 agosto, Alicia ha sconfitto Tamina.
Nella puntata di Smackdown del 19 agosto, Alicia e Natalya sono state sconfitte da Kelly Kelly e AJ; dopo il match viene attaccata da Natalya e turna face. Nella puntata di Smackdown del 30 agosto, Alicia e Kelly Kelly sono state sconfitte da Beth Phoenix e Natalya. Nella puntata di Superstars dell'8 settembre, Alicia ha sconfitto Tamina. Nella puntata di Smackdown del 7 ottobre, Alicia è stata sconfitta da Beth Phoenix. Nella puntata di Raw del 24 ottobre, Alicia ha sconfitto Natalya. Nella puntata di Raw del 31 ottobre, Alicia ha preso parte a una Divas Battle royal match che avrebbe decretato la prima sfidante al WWE Divas Championship detenuto da Beth Phoenix, ma è stata eliminata da Natalya. Nella puntata di Smackdown del 4 novembre, Alicia ha sconfitto Natalya. Nella puntata di Smackdown dell'11 novembre, Alicia ha sconfitto Tamina. Nella puntata di Raw del 28 novembre, Alicia e Kelly Kelly hanno sconfitto le Bella Twins. Nella puntata di Smackdown del 29 novembre, Alicia ha preso parte a un Mistletoe on a Pole match, ma è stato vinto da Brie Bella. Nella puntata di NXT del 30 novembre, Alicia ha sconfitto Maxine. Nella puntata di Smackdown del 16 dicembre, Alicia ha sconfitto Natalya. Il 17 dicembre, a Tribute to the Troops Alicia, Eve Torres, Kelly Kelly e Maria Menounos hanno sconfitto Beth Phoenix, Natalya e le Bella Twins. Nella puntata di Raw del 19 dicembre, Alicia Fox ha sconfitto Beth Phoenix in un non-title match. Nella puntata di Smackdown del 30 dicembre, Alicia e Kaitlyn hanno sconfitto Natalya e Tamina. Nella puntata di NXT dell'11 gennaio 2012, Alicia ha sconfitto Maxine. Nella puntata di Raw del 16 gennaio, Alicia e Kelly Kelly hanno sconfitto le Bella Twins. Il gennaio, alla Royal Rumble Alicia, Kelly Kelly, Eve Torres e Tamina Snuka sono state sconfitte da Beth Phoenix, Natalya e le Bella Twins. Nella puntata di NXT del 1º febbraio, Alicia ha sconfitto nuovamente Maxine. Nella puntata di Superstars del 2 febbraio, Alicia e Kelly Kelly hanno sconfitto le Bella Twins per la seconda volta. Nella puntata di Raw del 6 febbraio Alicia, Eve Torres, Kelly Kelly e Tamina hanno sconfitto Beth Phoenix, Natalya e le Bella Twins. Nella puntata di Smackdown del 10 febbraio, Alicia è stata sconfitta da Beth Phoenix. Nella puntata di Smackdown del 17 febbraio a Smackdown, Alicia e Tamina Snuka hanno sconfitto Beth Phoenix e Natalya. Nella puntata di Superstars del 1º marzo, Alicia è stata sconfitta da Beth Phoenix.
Nella puntata di Raw del 26 febbraio, Alicia e Kelly Kelly hanno uno screzio con Eve Torres nel backstage. Nella puntata di Raw del 5 marzo, Alicia è stata sconfitta da Eve Torres. Nella puntata di Smackdown del 10 aprile Alicia, Natalya e The Great Khali hanno sconfitto Drew McIntyre e le Bella Twins. Nella puntata di Smackdown del 27 aprile, Alicia è stata sconfitta da Nikki Bella. Nella puntata di Superstars del 10 maggio, Alicia è stata sconfitta da Natalya. Nella puntata di Raw del 14 maggio, Alicia è stata sconfitta da Beth Phoenix. Nella puntata di NXT del 23 maggio, Alicia è stata sconfitta da Maxine. Nella puntata di Superstars del 31 maggio, Alicia è stata nuovamente sconfitta da Beth Phoenix. Nella puntata di Smackdown del 15 giugno, Alicia è stata sconfitta da Beth Phoenix per la terza volta. Nella puntata di Raw del 25 giugno, Alicia ha preso parte a una Divas Battle royal match, ma è stata eliminata. Nella puntata di Superstars del 12 luglio, Alicia e Kaitlyn hanno sconfitto Beth Phoenix e Natalya. Nella puntata di Raw del 20 agosto, Alicia ha preso parte a una Divas Battle royal match che avrebbe decretato la prima sfidante al WWE Divas Championship detenuto da Layla, ma è stata eliminata da Tamina Snuka. Nella puntata di Smackdown del 24 agosto, Alicia è stata sconfitta da Layla. Nella puntata di Raw del 19 settembre Alicia, Beth Phoenix e Natalya sono state sconfitte da Kaitlyn, Eve Torres e Layla. Nella puntata di Superstars del 13 settembre, Alicia è stata sconfitta da Natalya. Nella puntata di NXT del 19 settembre, Alicia è stata sconfitta da Paige. Nella puntata di Raw del 24 settembre, Alicia e Layla sono state sconfitte da Eve Torres e Beth Phoenix. Nella puntata di Smackdown del 5 ottobre, Alicia è stata sconfitta da Layla. Nella puntata di NXT del 10 ottobre, Alicia e Kaitlyn sono state sconfitte da Paige e Audrey Marie. Nella puntata di NXT del 24 ottobre, Alicia e Layla hanno sconfitto Paige e Audrey Marie. Nella puntata di Smackdown del 16 novembre Alicia, Aksana e Eve Torres sono state sconfitte da Kaitlyn, Layla e Natalya. Nella puntata di NXT del 21 novembre, Alicia è stata sconfitta da Paige. Nella puntata di Raw del 26 novembre, Alicia è stata sconfitta da Tamina Snuka. Nella puntata di Raw del 10 dicembre, Alicia è stata sconfitta da Eve Torres. Il 16 dicembre, a TLC, Alicia ha preso parte al "Santa's Helper" No.1 Contender's Diva Battle Royal match dove la vincitrice avrebbe sfidato la WWE Divas Champion Eve Torres quella stessa sera, ma è stata eliminata. Nella puntata di Raw del 18 dicembre Alicia, Kaitlyn, Layla e Natalya hanno sconfitto Aksana, Eve Torres, Rosa Mendes e Tamina Snuka.

#### True Divas e Foxsana (2013-2014)
Nel nuovo anno, Alicia turna heel. Nella puntata di Saturday Morning Slam del 19 gennaio 2013, Alicia è stata sconfitta da Natalya. Nella puntata di Raw del 21 gennaio, Alicia è stata sconfitta da Kaitlyn. Nella puntata di NXT del 23 gennaio, Alicia è stata sconfitta da Sasha Banks. Nella puntata di Superstars del 22 febbraio, Alicia e Natalya sono state sconfitte dalle The Funkadactyls (Cameron e Naomi). Nella puntata di NXT del 6 marzo Alicia, Aksana e Audrey Marie sono state sconfitte da Sasha Banks e le Funkadactyls. Nella puntata di Main Event del 20 marzo, Alicia e Aksana sono state sconfitte da Natalya e Layla. Nella puntata di NXT del 12 giugno, Alicia ha preso parte al torneo per decretare le finaliste che si sarebbero sfidate per l'inaugurale NXT Women's Championship; al primo turno la Fox ha sconfitto Bayley. Nella puntata di Raw del 1º luglio, Alicia è stata sconfitta da Kaitlyn. Nella puntata di NXT del 3 luglio, Alicia è stata sconfitta da Paige nella semifinale del torneo. Nella puntata di Smackdown del 5 luglio, Alicia ha sconfitto Kaitlyn. Nella puntata di Raw dell'8 luglio, Alicia e AJ Lee hanno sconfitto Kaitlyn e Layla per squalifica. Nella puntata di Main Event del 17 luglio, Alicia e Aksana sono state sconfitte da Layla e Natalya. Nella puntata di Superstars del 26 luglio, Alicia è stata sconfitta da Layla. Nella puntata di NXT del 4 settembre, Alicia e Aksana sono state sconfitte da Bayley e Charlotte Flair.
Alicia insieme alla Divas Champion AJ Lee, Aksana, Layla, Tamina Snuka, Kaitlyn, Summer Rae e Rosa Mendes, le True Divas, iniziano una faida con Natalya, le Funkadactyls, Eva Marie, JoJo e le Bella Twins (Brie Bella e Nikki Bella), le Total Divas. Nella puntata di Raw del 9 settembre Alicia, Aksana e Layla sono state sconfitte da Brie Bella, Naomi e Natalya. Nella puntata di Smackdown del 13 settembre Alicia, Aksana e Layla hanno sconfitto Brie Bella, Naomi e Natalya per squalifica. Nella puntata di Raw del 16 settembre Alicia, Aksana e Layla sono state sconfitte da Brie Bella e le Funkadactyls. Nella puntata di Raw del 23 settembre Alicia, AJ Lee, Aksana, Layla e Tamina Snuka sono state sconfitte dalle Bella Twins, Natalya e le Funkadactyls. Nella puntata di Raw del 30 settembre, Alicia è stata sconfitta da Brie Bella. Nella puntata di Raw del 7 ottobre Alicia, Aksana e Rosa Mendes sono state sconfitte da Natalya, Eva Marie e JoJo. Nella puntata di Main Event del 23 ottobre, Alicia e Aksana sono state sconfitte dalle Funkadactyls. Nella puntata di Smackdown del 1º novembre Alicia, AJ Lee e Tamina Snuka sono state sconfitte da Natalya e le Bella Twins. Nella puntata di Main Event del 6 novembre, Alicia è stata sconfitta da Nikki Bella. Nella puntata di Superstars dell'8 novembre , Alicia è stata sconfitta da Naomi. Nella puntata di Superstars del 14 novembre, Alicia e Aksana sono state sconfitte nuovamente dalle Funkadactyls. Il 24 novembre, alle Survivor Series, Alicia ha preso parte a un 7 vs 7 Divas traditional Survivor Series tag team elimination match facendo parte del Team True Divas (AJ Lee, Tamina Snuka, Aksana, Kaitlyn, Summer Rae, Rosa Mendes e Alicia Fox) contro il Team Total Divas (Natalya, Bella Twins, Funkadactyls, Eva Marie e JoJo), ma è stata eliminata da Naomi; le Total Divas hanno poi vinto. Nella puntata di Raw del 25 novembre, si svolge il re-match, dove questa volta Alicia è eliminata da Eva Marie, e sempre con le Total Divas vittoriose. Nella puntata di Main Event dell'11 dicembre, Alicia è stata sconfitta da Natalya. Nella puntata di Raw del 16 dicembre Alicia, AJ Lee e Tamina Snuka hanno sconfitto le Bella Twins e Natalya. Nella puntata di Raw del 23 dicembre Alicia, Aksana, Kaitlyn, Summer Rae, Tamina Snuka e Vickie Guerrero sono state sconfitte dalle Bella Twins, Natalya, Eva Marie e le Funkadactyls. Il 28 dicembre, a Tribute to the Troops, Alicia ha preso a una Divas Battle royal match, ma è stata eliminata da Natalya. Nella puntata di Raw del 30 dicembre Alicia, Aksana, Kaitlyn, Summer Rae e Rosa Mendes hanno sconfitto le Bella Twins, Eva Marie e le Funkadactyls. Nella puntata di Main Event del 1º gennaio 2014, Alicia e Rosa Mendes sono state sconfitte dalle Funkadactyls.
Nella puntata di Raw del 6 gennaio, le Foxsana (Alicia Fox e Aksana) hanno sconfitto le Bella Twins. Nella puntata di Main Event del 22 gennaio, le Foxsana sono state sconfitte dalle Bella Twins. Nella puntata di Superstars del 24 gennaio, Alicia è stata sconfitta da Brie Bella. Nella puntata di Raw del 27 gennaio le Foxsana, AJ Lee e Tamina Snuka sono state sconfitte dalle Bella Twins e le Funkadactyls. Nella puntata di NXT del 5 febbraio, Alicia è stata sconfitta da Emma. Nella puntata di Raw del 10 febbraio, le Foxsana e AJ Lee sono state sconfitte dalle Bella Twins e Cameron. Nella puntata di NXT del 12 febbraio Alicia, Summer Rae e Sasha Banks sono state sconfitte da Natalya, Emma e Bayley. Nella puntata di Main Event del 26 febbraio, le Foxsana hanno sconfitto Eva Marie e Natalya. Nella puntata di Raw del 3 marzo, le Foxsana sono state sconfitte dalle Bella Twins. Nella puntata di Main Event del 4 marzo, Alicia è stata sconfitta da Nikki Bella. Nella puntata di Main Event del 18 marzo, Alicia e Layla sono state sconfitte dalle Funkadactyls. Nella puntata di Superstars del 21 marzo, Alicia è stata sconfitta da Natalya. Nella puntata di Main Event del 25 marzo Alicia, Aksana, Tamina Snuka, Layla e Summer Rae hanno sconfitto le Funkadactyls, Natalya, Eva Marie e Emma. Il 6 aprile, a WrestleMania XXX, Alicia Fox ha preso parte a un 14-Divas Invitational match per il WWE Divas Championship detenuto da AJ Lee, la quale è riuscita a difenderlo.

#### Faida con Paige (2014)
Nella puntata di Raw del 14 aprile, Alicia è stata sconfitta dalla nuova WWE Divas Champion Paige. Nella puntata di Main Event del 15 aprile, Alicia ha preso parte a una Divas Battle royal match che avrebbe decretato la prima sfidante al WWE Divas Championship detenuto da Paige, ma è stata eliminata da Nikki Bella. Nella puntata di Main Event del 29 aprile, Alicia è stata sconfitta da Paige. Nella puntata di Main Event del 6 maggio, le Foxsana e Tamina Snuka sono state sconfitte da Natalya e le Funkadactyls (Cameron e Naomi). Nella puntata di NXT dell'8 maggio, Alicia è stata sconfitta da Alexa Bliss nel primo turno del torneo per decretare la nuova NXT Women's Champion. Nella puntata di Superstars del 9 maggio, Alicia è stata sconfitta da Paige. Nella puntata di Raw del 12 maggio, Alicia è stata nuovamente sconfitta da Paige; dopo il match debutta con un nuovo personaggio, quello della pazzoide che sclera alla fine di ogni match. Nella puntata di Main Event del 13 maggio, Alicia è stata sconfitta da Emma. Nella puntata di Raw del 19 maggio, Alicia ha sconfitto clamorosamente la WWE Divas Champion Paige, ponendo fine alla sua striscia di imbattibilità, e guadagnandosi una title shot al pay-per-view Payback. Nella puntata di Raw del 26 maggio, Alicia è stata sconfitta da Emma. Il 1º giugno, a Payback, Alicia è stata sconfitta da Paige, fallendo la conquista della cintura. Nella puntata di Raw del 2 giugno, le Foxsana hanno sconfitto Nikki Bella in un Handicap match. Nella puntata di Smackdown del 6 giugno, Alicia è stata sconfitta da Natalya. Nella puntata di Raw del 9 giugno, Alicia è stata sconfitta da Paige; a fine match attacca Aksana finendo la collaborazione. Nella puntata di Smackdown del 13 giugno, Alicia ha sconfitto Aksana nel suo ultimo match in WWE. Nella puntata di Superstars del 20 giugno, Alicia è stata sconfitta da Nikki Bella. Nella puntata di Raw del 23 giugno, Alicia è stata sconfitta da Naomi. Nella puntata di Main Event del 1º luglio, Alicia e Nikki Bella sono state sconfitte dalle Funkadactlys; durante il match la Fox ha abbandonato Nikki. Nella puntata di Raw del 14 luglio, Alicia e Cameron hanno sconfitto Nikki Bella in un Handicap match. Nella puntata di Raw del 21 luglio Alicia, Cameron, Eva Marie e Rosa Mendes hanno sconfitto Nikki in un 5-on-1 Handicap match. Nella puntata di Raw del 28 luglio, Alicia e Cameron sono state sconfitte da Natalya e Naomi. Nella puntata di Superstars del 14 agosto, Alicia è stata sconfitta da Emma. Nella puntata di Superstars del 21 agosto, Alicia è stata sconfitta nuovamente da Emma. Nella puntata di Superstars del 4 settembre, Alicia ha sconfitto Emma. Nella puntata di Superstars del 25 settembre, Alicia è stata sconfitta da Naomi. Nella puntata di Raw del 29 settembre, Alicia ha sconfitto la WWE Divas Champion AJ Lee, cominciando un'alleanza con Paige. Nella puntata di Raw del 6 ottobre, Alicia e Paige hanno sconfitto AJ Lee e Emma. Nella puntata di Smackdown del 10 ottobre, Alicia è stata sconfitta da AJ Lee. Nella puntata di Raw del 13 ottobre, Alicia e Paige sono state sconfitte da AJ Lee e Layla, la quale ha abbandonato AJ durante il match. Nella puntata di Raw del 20 ottobre, Alicia ha sconfitto AJ Lee in un non-title match. Nella puntata di Smackdown del 24 ottobre, Alicia è stata sconfitta da AJ Lee. Nella puntata di Raw del 27 ottobre, Alicia è stata sconfitta da AJ Lee; a fine match viene attaccata da Paige finendo la loro collaborazione e turnando face. Nella puntata di Smackdown del 31 ottobre, Alicia ha preso parte a una Divas Battle royal match che avrebbe decretato la prima sfidante al WWE Divas Championship detenuto da AJ Lee, ma si è auto-eliminata insieme a Paige. Nella puntata di Raw del 10 novembre, Alicia è stata sconfitta da Paige. Nella puntata di Main Event dell'11 novembre, Alicia ha sconfitto Cameron. Nella puntata di Main Event del 18 novembre, Alicia ha sconfitto Paige. Nella puntata di Superstars del 20 novembre, Alicia è stata sconfitta da Paige. Il 23 novembre, alle Survivor Serier, il Team Fox (Alicia, Natalya, Naomi e Emma) ha sconfitto il Team Paige (Paige, Cameron, Summer Rae e Layla) in un 4 vs 4 Divas traditional Survivor Series tag team elimination match, con un netto 4-0. Nella puntata di Smackdown dell'11 dicembre, Alicia è stata sconfitta da Nikki Bella. Nella puntata di Raw del 15 dicembre, Akucua e Natalya hanno sconfitto le Bella Twins. Il 17 dicembre, a Tribute to the Troops, Alicia ha preso a una Divas Battle royal match, ma è stata eliminata. Nella puntata di Raw del 22 dicembre Alicia, Naomi e Emma hanno sconfitto Cameron, Summer Rae e Paige. Nella puntata di Smackdown del 26 dicembre, Alicia è stata sconfitta da Naomi.
Nella puntata di Raw del 5 gennaio 2015, Alicia effettua un turn heel, attaccando Naomi nel backstage; in seguito, affronta in coppia con The Miz e Damien Mizdow i rivali Naomi e gli Usos, ottenendo una vittoria. Nella puntata di Smackdown del 9 gennaio, Alicia ha sconfitto Naomi. Nella puntata di Raw del 12 gennaio, Alicia ha sconfitto nuovamente Naomi, che lottava con un braccio legato alla schiena. Nella puntata di Smackdown del 16 gennaio Alicia, The Miz e Damien Mizdow hanno sconfitto Naomi e gli Usos. Nella puntata di Raw del 19 gennaio, Alicia e Summer Rae sono state sconfitte da Natalya e Paige. Nella puntata di Raw del 2 febbraio, Alicia è stata sconfitta da Paige. Nella puntata di Smackdown del 5 febbraio, Alicia è stata sconfitta nuovamente da Paige. Alicia fa il suo ritorno nella puntata di Main Event del 21 marzo, dove è stata sconfitta da Naomi. Nella puntata di Main Event del 28 marzo, Alicia è stata sconfitta nuovamente da Naomi. Nella puntata di Smackdown del 9 aprile, Alicia è stata sconfitta da Natalya; a fine match, entrambe vengono attaccate da Cameron che era la referee del loro scontro. Nella puntata di Raw del 13 aprile, Alicia ha preso parte a una Divas Battle royal match che avrebbe decretato la prima sfidante al WWE Divas Championship detenuto da Nikki Bella, ma è stata eliminata da Paige. Nella puntata di Smackdown del 16 aprile, Alicia ha preso parte a un Triple threat match che includeva anche Cameron e Natalya, ma è stato vinto da Cameron. Nella puntata di Main Event del 24 aprile, Alicia è stata sconfitta da Brie Bella. Nella puntata di Main Event del 15 maggio, Alicia e Natalya sono state sconfitte da Naomi e Tamina Snuka. Nella puntata di Superstars del 22 maggio, Alicia ha sconfitto Summer Rae. Nella puntata di Main Event del 22 maggio, Alicia ha sconfitto nuovamente Summer Rae. Nella puntata di Main Event del 5 giugno, Alicia è stata sconfitta da Paige. Nella puntata di Smackdown dell'11 giugno, Alicia è stata nuovamente sconfitta da Paige.

#### Team Bella e Total Divas (2015-2016)

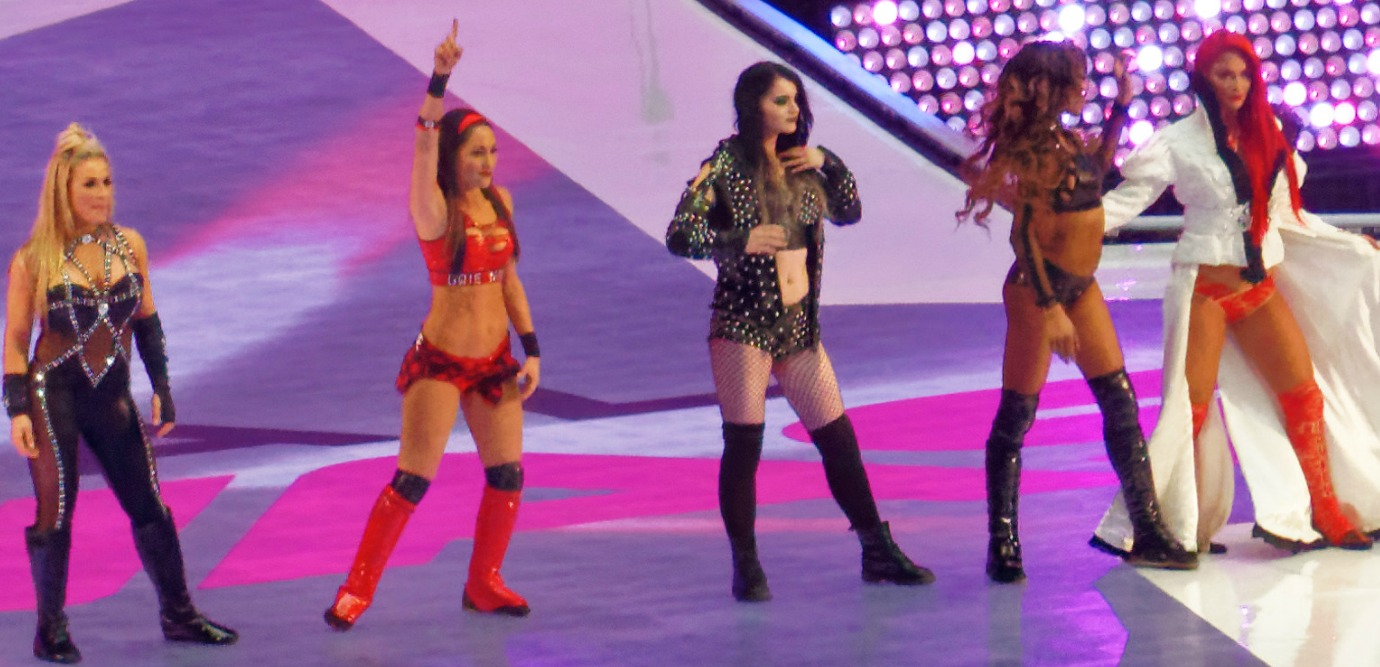
Le Total Divas a WrestleMania 32.

Nella puntata di Smackdown del 18 giugno, Alicia aiuta Brie Bella a battere Paige, alleandosi con le Bella Twins. Nella puntata di Raw del 22 giugno, Alicia accompagna le Bella Twins nel loro match vinto contro Naomi e Tamina. Nella puntata di Smackdown del 25 giugno, accompagnata dalle The Bella Twins, Alicia ha sconfitto Naomi. Nella puntata di Raw del 29 giugno, Alicia è stata sconfitta da Paige. Nella puntata di Smackdown del 2 luglio, Alicia ha aiutato Brie Bella a battere Naomi. Nella puntata di Smackdown del 9 luglio, Alicia e Brie Bella hanno sconfitto Naomi e Tamina con il Sissor Kick da parte della Fox e l'interferenza di Nikki Bella. Nella puntata di Raw del 13 luglio, il Team Bella (Alicia Fox, Brie Bella e Nikki Bella) si trova sul ring e viene interrotto da Stephanie McMahon, la quale dice che è tempo di rivoluzione nella Divas Division, introducendo Becky Lynch e Charlotte Flair che si alleano con Paige, mentre Sasha Banks si allea con Naomi e Tamina, portando ad una rissa i tre team. Nella puntata di Raw del 27 luglio, Alicia e Nikki Bella sono state sconfitte da Becky Lynch e Charlotte; durante il match, la Fox riporta una commozione cerebrale, come riportato dal sito ufficiale della WWE. Dopo essersi ripresa, ritorna a lottare in coppia con le Bellas nella puntata di Raw del 10 agosto, dove hanno sconfitto il Team B.A.D. Nella puntata di Main Event del 22 agosto, Alicia è stata sconfitta da Charlotte. Il 23 agosto, a Summerslam, il Team Bella (Alicia Fox, Brie Bella e Nikki Bella) è stato sconfitto dal Team PCB (Paige, Charlotte e Becky Lynch), dopo aver eliminato il Team B.A.D in un 3-Way Elimination Tag Team match. Nella puntata di Raw del 24 agosto, il Team Bella ha sconfitto il Team PCB. Nella puntata di Raw del 31 agosto, Alicia è stata sconfitta da Becky Lynch in un Beat the Clock challenge match, non riuscendosi a qualificare. Nella puntata di Main Event del 26 settembre, il Team Bella è stato sconfitto dal Team B.A.D. Nella puntata di Raw del 28 settembre, il Team Bella ha sconfitto il Team PCB. Nella puntata di Smackdown del 1º ottobre, il Team Bella è stato sconfitto nuovamente dal Team B.A.D. Il 3 ottobre, al WWE Live from Madison Square Garden, il Team Bella ha sconfitto il Team PCB. Nella puntata di Raw del 5 ottobre, il Team Bella è stato sconfitto dal Team B.A.D per la terza volta. Nella puntata di Smackdown dell'8 ottobre, il Team Bella è stato sconfitto da Charlotte, Becky Lynch e Natalya. Nella puntata di Raw del 12 ottobre, Alicia e Brie Bella hanno sconfitto Charlotte e Becky Lynch. Nella puntata di Smackdown del 15 ottobre, Alicia è stata sconfitta da Charlotte. Nella puntata di Raw del 19 ottobre, Alicia e Nikki hanno sconfitto Naomi e Sasha Banks. Nella puntata di Raw del 26 ottobre, il Team Bella ha sconfitto il Team PCB. Nella puntata di Main Event del 21 novembre, Alicia è stata sconfitta da Naomi. Nella puntata di Main Event del 5 dicembre, Alicia è stata sconfitta da Sasha Banks. Nella puntata di Raw del 7 dicembre, Alicia e Brie Bella sono state sconfitte da Naomi e Sasha Banks. Nella puntata di Raw del 14 dicembre, Alicia e Brie Bella sono state sconfitte da Charlotte e Becky Lynch. Il 23 dicembre, a Tribute to the Troops Alicia, Brie Bella, Becky Lynch e Charlotte sono state sconfitte dal Team B.A.D. e Paige. Nella puntata di Smackdown del 31 dicembre, Alicia e Brie Bella hanno sconfitto Naomi e Tamina. Nella puntata di Main Event del 16 gennaio 2016, Alicia ha sconfitto Tamina. Nella puntata di Smackdown del 21 gennaio, Alicia è stata sconfitta da Becky Lynch. Nella puntata di Raw del 25 gennaio, Alicia e Brie Bella sono state sconfitte da Natalya e Paige.
A febbraio, Alicia e Brie Bella turnano face quando Brie diventa la nuova n°1 contender al WWE Divas Championship detenuto da Charlotte, ma fallisce all'assalto. Nella puntata di Smackdown del 4 febbraio, Alicia è stata sconfitta da Charlotte. Nella puntata di Raw dell'8 febbraio, Alicia è stata sconfitta nuovamente da Charlotte. Nella puntata di Main Event del 12 febbraio, Alicia è stata sconfitta da Natalya. Nella puntata di Superstars del 19 febbraio, Alicia è stata sconfitta per la seconda volta da Natalya. Nella puntata di Superstars del 26 febbraio, Alicia è stata sconfitta da Summer Rae. Nella puntata di Raw del 14 marzo, Alicia e Brie Bella sono state sconfitte da Naomi e Tamina. In seguito, Alicia e Brie Bella si alleano con Natalya, Eva Marie e Paige iniziando una faida contro Naomi, Tamina, Summer Rae, Emma e Lana, culminando un match a WrestleMania 31 vinto dal Team Total Divas (Alicia, Brie Bella, Paige, Eva Marie e Natalya).

#### Faida con Nia Jax (2016)

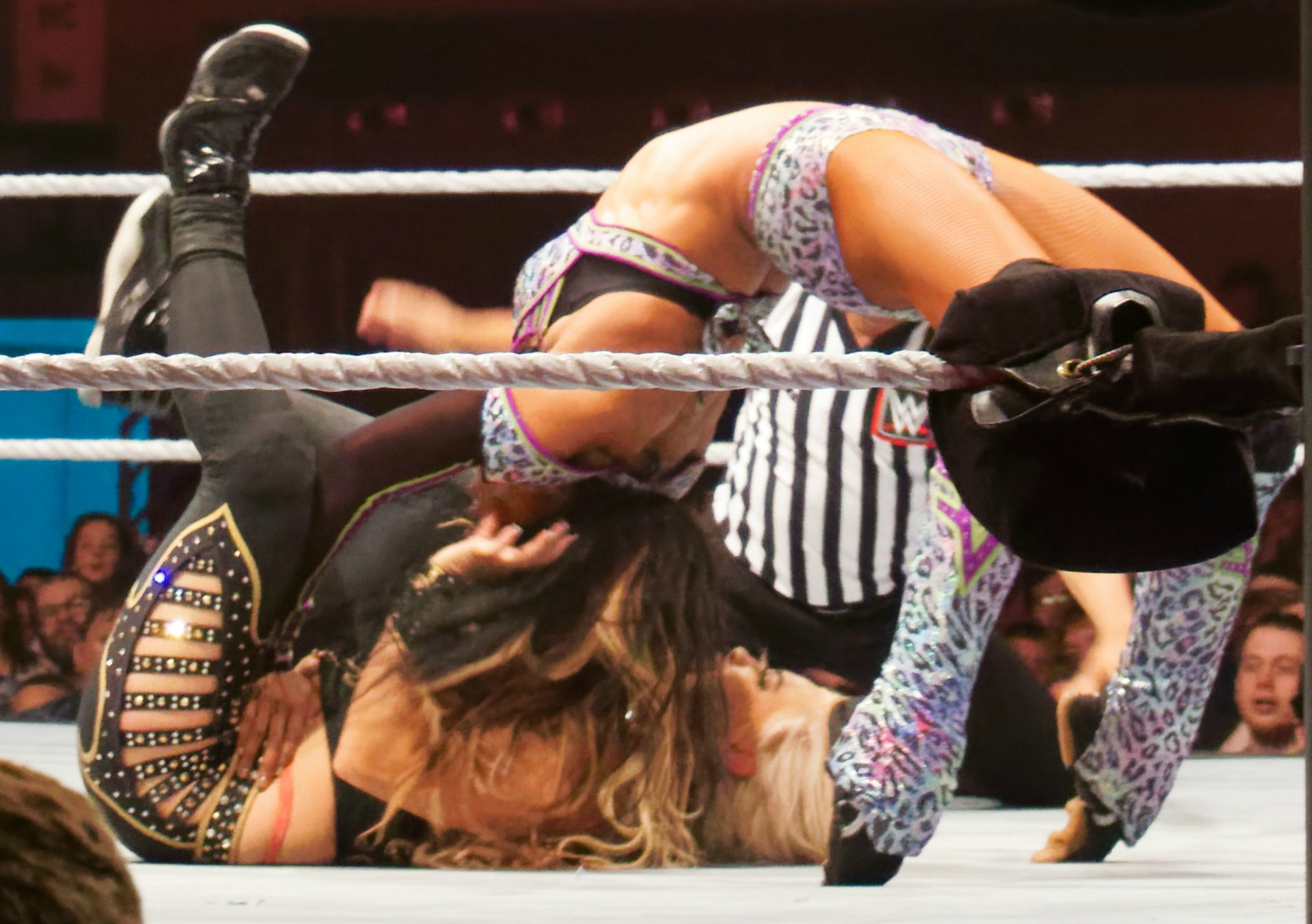
Alicia in un match contro Dana Brooke.

Per un lungo periodo di tempo Alicia resta inattiva, tornando nella puntata di Main Event del 15 luglio, dov'è stata sconfitta da Becky Lynch. Con la Draft Lottery avvenuta nella puntata di SmackDown del 19 luglio, Alicia è stata trasferita nel roster di Raw. Nella puntata di Superstars del 22 luglio, Alicia è stata sconfitta da Summer Rae. Nella puntata di Raw del 15 agosto, avviene il suo primo match, dove Alicia viene sconfitta dalla WWE Raw Women's Champion Charlotte Flair. Nella puntata di Raw del 12 settembre, Alicia ha affrontato Nia Jax ma il match è terminato in un no-contest. Il 25 settembre, nel Kick-off di Clash of Champions, Alicia è stata sconfitta da Nia Jax. Nella puntata di Superstars del 21 ottobre, Alicia è stata sconfitta da Nia Jax per la seconda volta, terminando la loro faida. Nella puntata di Superstars del 4 novembre, Alicia ha sconfitto Dana Brooke. Nella puntata di Raw del 7 novembre Alicia, Bayley e Sasha Banks hanno sconfitto la WWE Raw Women's Champion Charlotte Flair, Dana Brooke e Nia Jax. Nella puntata di Raw del 14 novembre, Alicia e Nia Jax sono state sconfitte da Charlotte e Sasha Banks. Il 20 novembre, a Survivor Series, Alicia ha preso parte al 5-on-5 Traditional Survivor Series Women's Elimination match come parte del Team Raw contro il Team SmackDown, eliminando Carmella ma è stata battuta da Alexa Bliss, mentre il Team Raw ha vinto l'incontro.

#### Manager di Noam Dar (2016-2017)

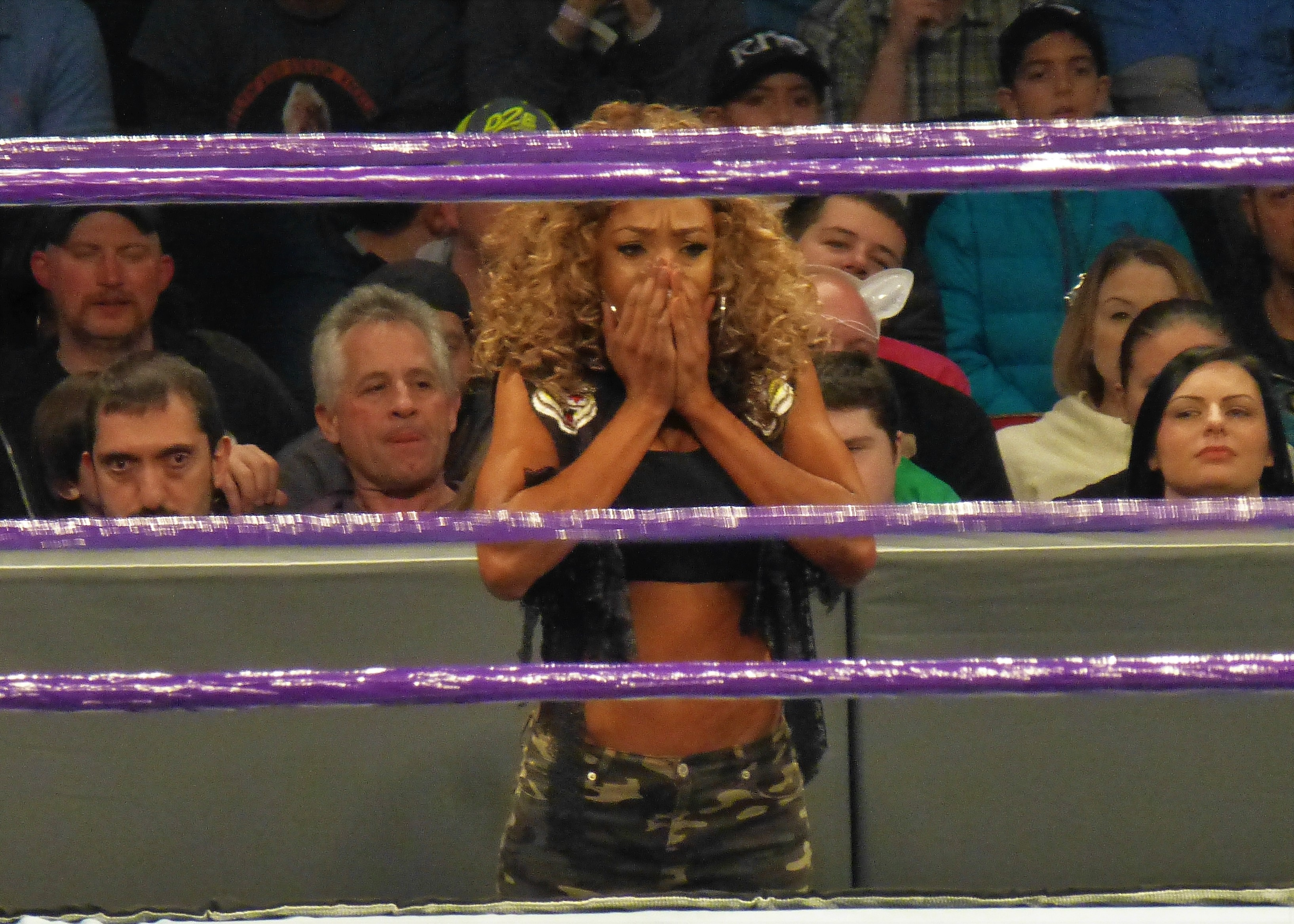
Alicia a 205 Live facendo da manager a Noam Dar.

Nella puntata di Raw del 5 dicembre, Alicia ha contestualmente effettuato un turn heel affrontando Bayley, venendo però sconfitta; Alicia ha motivato il suo turn heel poiché convinta che Bayley avesse un interesse per Cedric Alexander. Nella puntata di Raw del 12 dicembre, Alicia è stata sconfitta per la seconda volta da Bayley. Nella puntata di 205 Live del 10 gennaio 2017, Cedric Alexander è stato sconfitto da Noam Dar a causa di Alicia Fox; infatti, a seguito di questo, Alexander ha concluso la sua collaborazione con Alicia. Nella puntata di Main Event del 19 gennaio, Alicia ha sconfitto Dana Brooke. Nella puntata di Main Event del 26 gennaio, Alicia ha nuovamente sconfitto Dana Brooke. Successivamente si è alleata con Noam Dar, limitando le sue apparizioni esclusivamente alla divisione dei pesi leggeri di Raw. Nella puntata di Main Event del 31 marzo, Alicia è stata sconfitta da Dana Brooke. Nella puntata di 205 Live del 18 aprile, Alicia ha interrotto la sua collaborazione con Noam Dar. Nella puntata di Raw del 24 aprile, Alicia è stata sconfitta da Dana Brooke. Nella puntata di Raw del 1º maggio Alicia, Alexa Bliss, Emma e Nia Jax hanno sconfitto Bayley, Dana Brooke, Mickie James e Sasha Banks. Nella puntata di 205 Live del 2 maggio, Alicia si è riconciliata con Noam Dar. Nella puntata di Raw dell'8 maggio, Alicia è stata sconfitta da Sasha Banks. Nella puntata di Raw del 15 maggio, Alicia ha sconfitto Sasha Banks. Nella puntata di Raw del 22 maggio, Alicia è stata sconfitta da Sasha Banks. Il 4 giugno, ad Extreme Rules, Alicia e Noam Dar sono stati sconfitti da Sasha Banks e Rich Swann in un Mixed Tag Team match. Nella puntata di 205 Live dell'11 luglio, dopo che Noam Dar è stato sconfitto da Cedric Alexander in un "I Quit" match, Alicia è stata scaricata da Dar, interrompendo dunque la loro collaborazione.

#### Team Captain e infortunio (2017-2018)

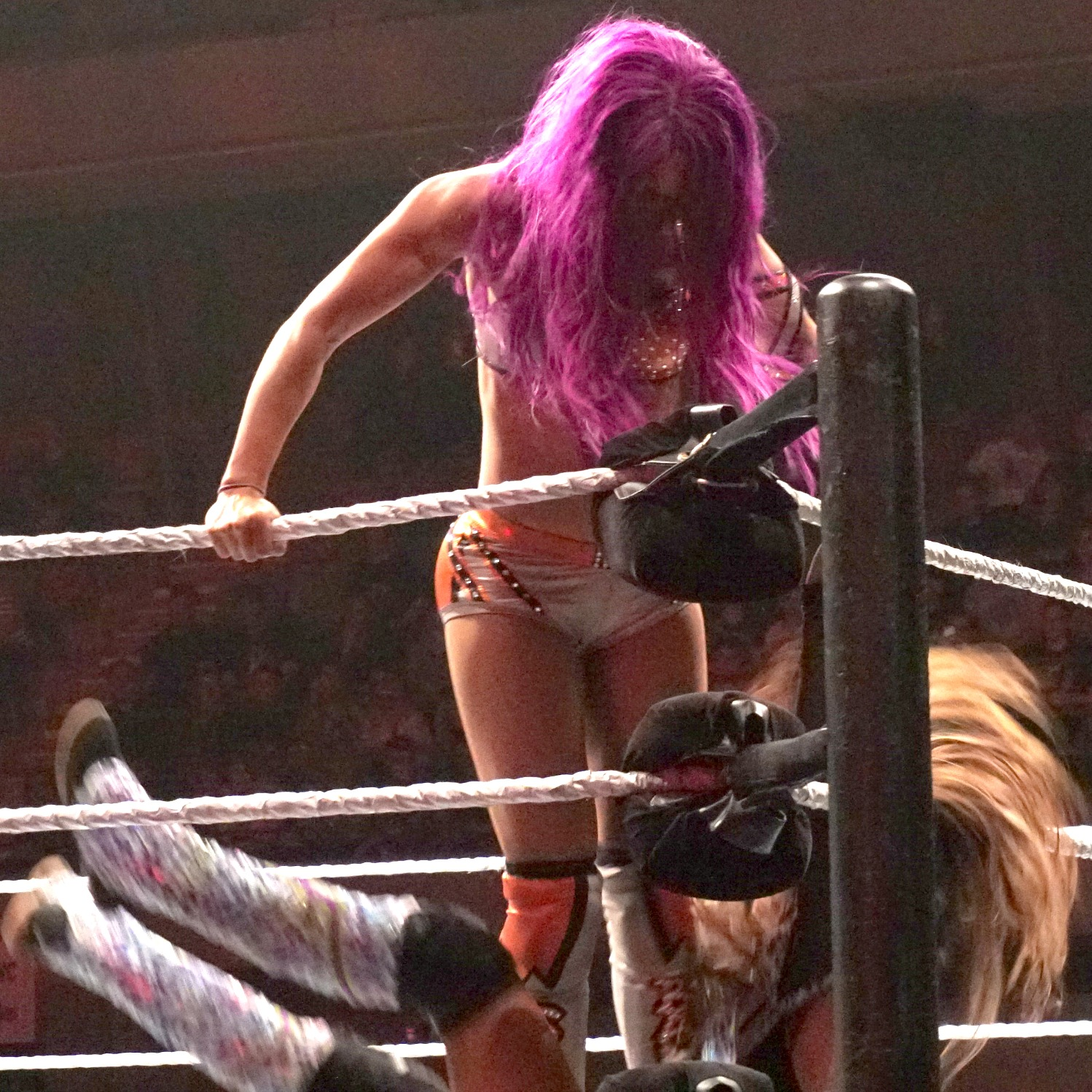
Alicia in un match contro Sasha Banks.

Nella puntata di Raw del 7 agosto, Alicia ha preso parte ad un Triple Threat match assieme a Emma e Sasha Banks per determinare una delle due sfidanti che si sarebbero affrontate per determinare la contendente n°1 al WWE Raw Women's Championship di Alexa Bliss per SummerSlam, ma il match è stato vinto dalla Banks. Nella puntata di Main Event del 2 settembre, Alicia è stata sconfitta da Dana Brooke. Nella puntata di Raw del 2 ottobre, Alicia e Emma sono state sconfitte da Bayley e Sasha Banks. Nella puntata di Raw del 9 ottobre, Alicia ha affrontato Bayley, Dana Brooke, Emma e Sasha Banks in un Fatal 5-Way Elimination match con in palio la possibilità di affrontare Asuka a TLC: Tables, Ladders & Chairs, ma è stata la terza ad essere eliminata, ad opera della Banks, mentre Emma si è aggiudicata la contesa.
Nella puntata di Raw del 16 ottobre, Alicia è stata sconfitta da Sasha Banks; nel backstage, in seguito, la Fox ha brutalmente attaccato la Banks. Il 22 ottobre, nel Kick-off di TLC: Tables, Ladders & Chairs, Alicia è stata sconfitta da Sasha Banks. Nella puntata di Raw del 23 ottobre, Alicia ha sconfitto Bayley e Sasha Banks in un Triple Threat match, diventando il capitano del suo team per Survivor Series. Nella puntata di Raw del 6 novembre, Alicia e Nia Jax sono state sconfitte da Bayley e Sasha Banks. Il 19 novembre, a Survivor Series, Alicia ha preso parte al 5-on-5 Traditional Survivor Series Women's Elimination match contro il Team SmackDown ma è stata eliminata da Naomi; ciononostante, il Team Raw ha vinto l'incontro. Nella puntata di Raw del 20 novembre, Alicia ha partecipato ad un Fatal 4-Way match che includeva anche Bayley, Mickie James e Sasha Banks per determinare la contendente n°1 al WWE Raw Women's Championship, ma il match è terminato in un no-contest a causa dell'intervento della rientrante Paige e delle debuttanti Mandy Rose e Sonya Deville. Nella puntata di Raw del 4 dicembre, Alicia è stata sconfitta da Asuka; nel post match, inoltre, la Fox è stata brutalmente attaccata da Paige, Mandy Rose e Sonya Deville. Nella puntata di Raw del 18 dicembre, Alicia è stata nuovamente sconfitta da Asuka. Nella puntata di Main Event del 12 gennaio 2018, Alicia ha sconfitto Dana Brooke. Nella puntata speciale di Raw 25th Anniversary del 22 gennaio Alicia, Mandy Rose, Nia Jax e Sonya Deville sono state sconfitte da Asuka, Bayley, Mickie James e Sasha Banks. In seguito, Alicia ha subito un infortunio alla schiena che la costringerà a rimanere fuori dalle scene, costringendole a saltare la prima Women's Royal Rumble Match e di ritirarsi dal Mixed Match Challenge.

#### Alleanza con Alexa Bliss & Mickie James (2018-2019)
Alicia è tornata poi nella puntata di Raw del 16 luglio dove, insieme a Dana Brooke, ha sconfitto Bayley e Sasha Banks per squalifica. Nella puntata di Raw del 30 luglio Alicia, accompagnata da Alexa Bliss, ha sconfitto Natalya, accompagnata da Ronda Rousey, che Alicia ha brutalmente attaccato nel post match. Nella puntata del 6 agosto a Raw, Alicia è stata sconfitta da Ronda Rousey, nel main event della serata, il primo in carriera della Fox. Nella puntata di Raw del 27 agosto, Alicia è stata sconfitta da Natalya. Nella puntata di Raw del 17 settembre, Alicia e Alexa Bliss sono state sconfitte da Ember Moon e la rientrante Nia Jax. Nella puntata di Raw del 24 settembre, Alicia è stata sconfitta da Nia Jax. Il 25 settembre, Alicia prende parte alla seconda edizione del Mixed Match Challenge, facendo coppia con Jinder Mahal, perdendo il primo match contro Mickie James e Bobby Lashley. Nella puntata di Raw del 1º ottobre, Alicia è stata sconfitta da Bayley. Il 2 ottobre, al Mixed Match Challenge, Fox e Jinder Mahal) sono stati sconfitti da Bayley e Finn Bálor. Nella puntata di Raw dell'8 ottobre, Alicia e Jinder Mahal sono stati nuovamente sconfitti da Bayley e Finn Balor. Il 28 ottobre, ad Evolution, Alicia Fox sostituisce Alexa Bliss, infortunata, nel suo match in coppia con Mickie James, venendo sconfitte dalle Hall of Famer Trish Stratus e Lita, dopo un alterco nel backstage nella puntata precedente di Raw. Nella puntata di Raw del 29 ottobre Alicia, Mickie James e la Riott Squad (Ruby Riott, Liv Morgan e Sarah Logan) sono state sconfitte da Bayley, Sasha Banks, Natalya, Lita e Trish Stratus. Il 30 ottobre, al Mixed Match Challenge, i Mahalicia sono stati sconfitti da Ember Moon e Braun Strowman. Nella puntata di Main Event del 16 novembre, Alicia è stata sconfitta da Dana Brooke. Il 20 novembre, al Mixed Match Challenge, i Mahalicia hanno sconfitto Natalya e Bobby Roode, qualificandosi per i play-off. Nella puntata di Main Event del 23 novembre, Alicia è stata sconfitta da Ember Moon. Nella puntata di Raw del 26 novembre, Alicia è stata nuovamente sconfitta da Ember Moon; nella stessa sera Alicia, Dana Brooke e Mickie James attaccano Bayley e Sasha Banks alle spalle durante un segmento sul ring con Alexa Bliss, rivelatasi poi un'imboscata. Il 27 novembre, al Mixed Match Challenge, i Mahalicia hanno sconfitto Ember Moon e il suo nuovo partner Curt Hawkins, avanzando in semifinale. Nella puntata di Raw del 3 dicembre Alicia, Mickie James e Dana Brooke, si ripresentano sul ring con l'intento di attaccare nuovamente Bayley e Sasha Banks, ma vengono fermate da Alexa Bliss che annuncia un Tag Team match tra Fox e James, con Dana a bordo ring, contro Banks e Bayley, dove a prevalere sono queste ultime. Nella puntata di Raw del 10 dicembre, Alicia è stata sconfitta da Bayley. L'11 dicembre, al Mixed Match Challenge, i Mahalicia hanno sconfitto Bayley e Apollo Crews, che ha sostituito Finn Balor per infortunio, avanzando nella finale che si terrà a TLC: Tables, Ladders & Chairs. Il 16 dicembre, a TLC: Tables, Ladders & Chairs, i Mahalicia sono stati sconfitti dai Fabulous Truth (Carmella e R-Truth) nella finale del Mixed Match Challenge. Nella puntata di Raw del 17 dicembre, Alicia ha partecipato ad un 8-Women Gauntlet match per decretare la contendente n°1 al WWE Raw Women's Championship ed affrontare la campionessa femminile Ronda Rousey la settimana successiva, ma è stata eliminata per prima da Bayley. Nella puntata di Raw del 24 dicembre Alicia, Dana Brooke e Mickie James sono state sconfitte da Bayley, Ember Moon e Sasha Banks. Nella puntata di Raw del 7 gennaio 2019, i Mahalicia sono stati sconfitti da Ember Moon e Apollo Crews. Nella puntata di Main Event del 18 gennaio, Alicia e Mickie James hanno sconfitto Dana Brooke e Ember Moon. Il 27 gennaio, alla Royal Rumble, Alicia entra con il numero 18; elimina Maria Kanellis e dopo circa 7 minuti viene eliminata da Ruby Riott. Nella puntata di Raw del 4 febbraio, Alicia in coppia con Nikki Cross perde il match di coppia di qualificazione per i WWE Women's Tag Team Championship contro Bayley e Sasha Banks. Successivamente, rimane inattiva per diverse settimane, per essersi presentata in un live-event non del tutto lucida.

#### Apparizioni sporadiche (2019–2022)
In seguito al trasferimento di Mickie James e Jinder Mahal al roster di SmackDown durante lo Shake-up, Alicia rimane da sola. Effettua il suo ritorno nella puntata di Raw del 22 aprile, dove è stata sconfitta dalla Raw e SmackDown Women's Champion Becky Lynch. Nella puntata di Main Event del 3 maggio, Alicia e Tamina sono state sconfitte dalle IIconics (Billie Kay e Peyton Royce). Dopo un periodo di pausa dal ring dovuto a problemi legati all'alcolismo, Alicia Fox ritorna nella puntata speciale di Raw Reunion del 22 luglio, dove compare nel backstage insieme ad altre leggende quali Torrie Wilson, Santino Marella e Kaitlyn. Il 17 ottobre 2019, il profilo di Alicia Fox sul sito della WWE viene spostato nella sezione Alumni, confermando quasi il suo ritiro sul ring. È stato annunciato che Alicia Fox tornerà in occasione di Raw Legends Night del 4 gennaio 2021 insieme a Melina, Mickie James, Beth Phoenix, Ivory e altre superstar.
il 31 gennaio, alla Royal Rumble, Alicia è tornata in occasione dell'omonimo incontro entrando con il numero 21, vincendo per la prima volta il 24/7 Championship schienando R-Truth, successivamente viene eliminata da Mandy Rose. Due secondi dopo Alicia viene schienata da R-Truth fuori dal ring perdendo così il titolo.
il 30 gennaio 2022, partecipa nuovamente al Woman’s Royal Rumble match  entrando con il numero 21. Successivamente viene eliminata da Nikki Bella.

## Vita privata
È stata modella per kindindustries.com e ha avuto una relazione di circa due anni con il collega Wade Barrett.

## Personaggio

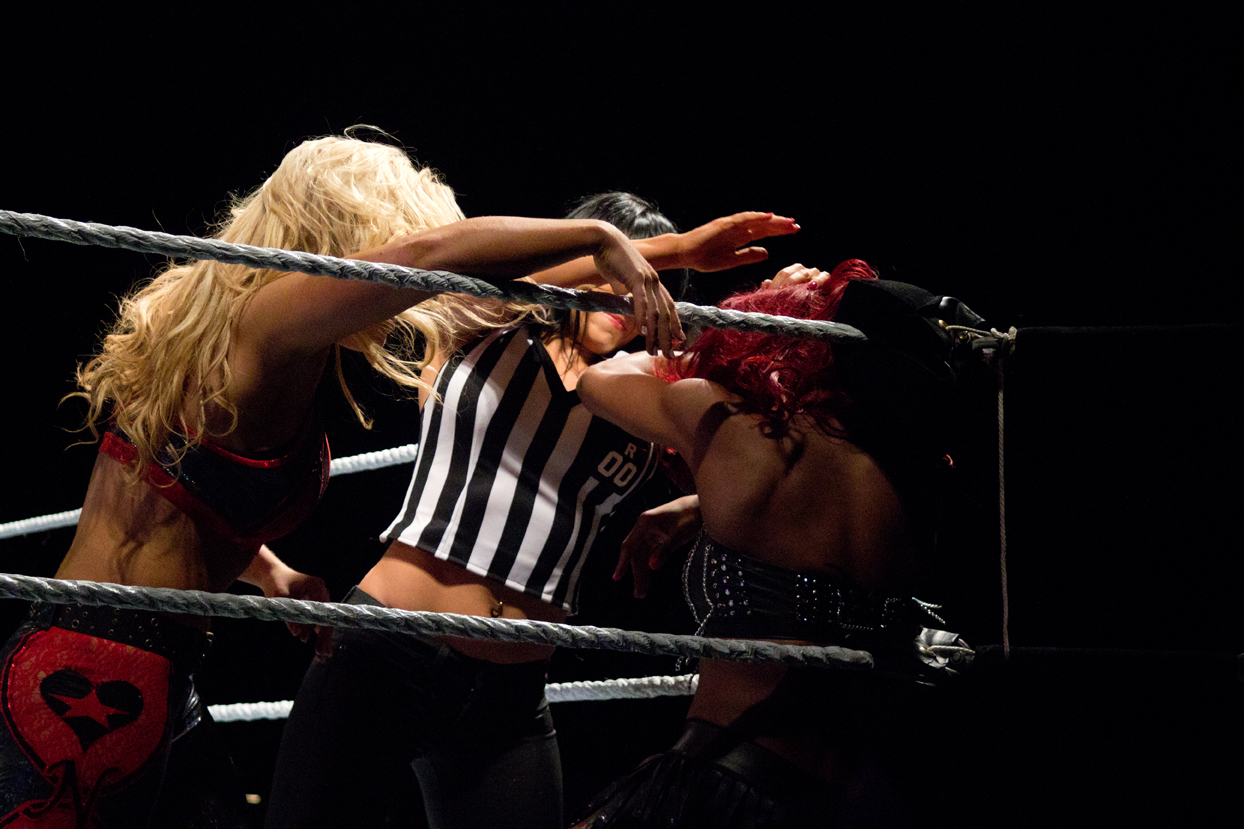
Alicia Fox combatte contro Natalya nel 2012.

### Mosse finali
- Watch Yo' Face (Scissors Kick) – 2009–2019
- Foxy Bomb (Powerbomb) – 2010
- Officer Nasty (Somersault Leg Drop) – 2011
- Foxy Buster (Modified leg drop bulldog su un'avversaria in ginocchio) - 2014-2019
- Big boot - 2014-2019

### Wrestler assistiti
- DJ Gabriel
- Noam Dar

### Musiche d'ingresso
- Party On di Jim Johnston (18 novembre 2008–29 maggio 2009; usata con DJ Gabriel)
- Shake Yo Tail di Billy Lincoln (29 maggio 2009–24 ottobre 2011)
- Pa-Pa-Pa-Pa-Party di Jim Johnston (24 ottobre 2011–17 ottobre 2019)

## Titoli e riconoscimenti
- Ohio Valley Wrestling
  - OVW Women's Championship (1)
- Pro Wrestling Illustrated
  - 17ª nella classifica delle 50 migliori wrestlers di sesso femminile su PWI Female 50 (2010)
- WWE
  - WWE 24/7 Championship (1)
  - WWE Divas Championship (1)
- Wrestling Observer Newsletter
  - Worst Feud of the Year (2015) - Team PCB vs. Team B.A.D. vs. Team Bella
  - Worst Worked Match of the Year (2013) - con AJ Lee, Aksana, Kaitlyn, Rosa Mendes, Summer Rae, e Tamina Snuka vs. Brie Bella, Cameron, Eva Marie, JoJo, Naomi, Natalya, e Nikki Bella il 24 novembre

## Filmografia

### Doppiatrice
- The Jetsons & WWE - Robo-WrestleMania!, regia di Anthony Bell (2017)